# Zatoka (Odesa)
Zatoka (en ucraniano: Затoка, lit. 'bahía') es un pueblo ucraniano perteneciente al óblast de Odesa. Situado en el suroeste del país, es parte del raión de Bíljorod-Dnistrovski y del municipio (hromada) de Karolino-Buhaz.

## Toponimia
El nombre del asentamiento en otros idiomas de importancia en el asentamiento es Zatoka (en ruso: Затока) o Bugaz (en rumano: Bugaz, lit. 'arenas movedizas').

## Geografía
Zatoka está ubicado en un cordón del limán del Dniéster, junto a donde el Dniéster desemboca en el mar Negro, a 18 km de Bíljorod del Dniéster y a 60 km de Odesa. Zatoka está dentro de la región histórica de Budyak, siendo la localidad más oriental de Besarabia.

## Historia
El pueblo, conocido con distintos nombres (en tártaro de Crimea: Boğazköy, lit. 'pueblo del estrecho', Ammoglossa por los griegos pónticos), fue parte de Budyak y administrado por el kanato de Crimea hasta 1812, cuando el Imperio ruso conquistó la región y formó parte de la gobernación de Besarabia. 
El lugar fue mencionado por primera vez por escrito en 1827 como Bugaz.  El 21 de septiembre de 1851 se construyó un faro para la navegación en el limán del Dniéster, reconstruido en 1877 y se mejoró la construcción de madera. Ya en la Primera Guerra Mundial, la conexión ferroviaria de Odesa a Bíljorod del Dniéster se realizó a través de transbordadores ferroviarios, y en 1917 se realizó una estación de ferrocarril con conexión al puerto como una extensión de la línea ferroviaria a Bíljorod del Dniéster. 
En el período de entreguerras, el lugar entonces pertenecía al condado de Cetatea Albă del reino de Rumania. Debido a su ubicación, se inauguró un sanatorio para tuberculosos financiado con fondos de la Sociedad de Naciones en 1936. 
Bugaz fue entregada a la Unión Soviética tras el pacto Ribbentrop-Mólotov y durante la Segunda Guerra Mundial, fue ocupado por tropas rumanas y alemanas. 
Desde el final de la guerra ha sido parte de la RSS de Ucrania. El 14 de noviembre de 1945, el pueblo de Bugaz pasó a llamarse pueblo de Zatoka. Entre el 25 de diciembre de 1953 y el 5 de diciembre de 1955, se construyó un puente combinado de carretera y ferrocarril en lugar de los puentes de madera y de pontones existentes anteriormente, y se reabrió la línea ferroviaria de Odesa a Izmaíl y Basarabeasca. Desde 1965 Zatoka tiene el estatus de asentamiento de tipo urbano. 
Zatoka fue parte del área municipal de Bíljorod del Dniéster hasta 2020, año en el que se hizo una reforma administrativa que redujo el número de raiónes del óblast de Odesa a siete, y el asentamiento pasó a ser parte del raión de Bíljorod-Dnistrovski. En 2023, Zatoka perdió el estatus de asentamiento de tipo urbano en la legislación ucraniana debido a la eliminación de este estatus administrativo.
Al comienzo de la invasión rusa de Ucrania, el puente de Zatoka es un punto de paso de armas pesadas de países europeos, de ahí el bombardeo de este puente por parte de las fuerzas rusas los días 26 y 27 de abril de 2022.

## Demografía
La evolución de la población de Zataka entre 1989 y 2022 fue la siguiente:
| 1570                                                          | 1637 | 1781 | 1972 |
| (Fuente: Cities & Towns of Ukraine y UKRAINE: Größere Städte) |      |      |      |

Según el censo de 2001, la lengua materna de la mayoría de los habitantes, el 67,48%, es el ruso; del 10,95%, el gagaúzo; del 7,57% es el búlgaro; el rumano del 7,24%; y del ucraniano, 6,7%.

## Infraestructura

### Arquitectura, monumentos y lugares de interés
La presencia de una playa de arena de 50 metros de ancho y 5 kilómetros de largo y aguas poco profundas ha convertido a la bahía en uno de los lugares de vacaciones populares para los residentes de Ucrania, Moldavia y Bielorrusia.

### Transporte
Zatoka contiene un pequeño puerto llamado Bujaz, que tiene un solo muelle y es parte del puerto de Bíljorod del Dniéster. El puente de Zatoka se inauguró en 1955 y lleva la carretera nacional R70 y la línea ferroviaria de Odesa a Besarabia.